# Pimbo I
Pimbo I est un village de la Région du Littoral du Cameroun, situé dans la commune de Ngambe. 

## Population et développement
En 1967, la population de Pimbo était de 47 habitants, essentiellement des Babimbi du peuple Bassa. La population de Pimbo I était de 17 habitants dont 10 hommes et 7 femmes, lors du recensement de 2005.  